# Cacia colambugana
Cacia colambugana là một loài bọ cánh cứng trong họ Cerambycidae.